# Eli'ezer Ben Jehuda
Eli'ezer Ben Jehuda (hebrejsky אֱלִיעֶזֶר בֶּן־יְהוּדָה‎; 7. ledna 1858, Lužki, Ruské impérium – 16. prosince 1922, Jeruzalém) byl izraelský jazykovědec, který se stal klíčovou postavou v obrození hebrejštiny coby mluveného jazyka. Ben Jehuda považoval vztah hebrejštiny a sionismu za symbiózu: „hebrejština může žít, pouze pokud oživíme národ a navrátíme se do země svých otců.“

## Biografie
Eli'ezer Ben Jehuda se narodil jako Eli'ezer Jicchak Perlman ve vesnici Lužki ve Vilniuské gubernii Ruského impéria (dnes Vitebská oblast v Bělorusku). Chodil do chederu, kde od tří let studoval hebrejštinu a Bibli, jak bylo běžné mezi Židy ve východní Evropě. Ve dvanácti letech již měl přečtenou velkou část Tóry, Mišny a Talmudu. Jeho rodiče si přáli, aby se z něj stal rabín, a tak jej poslali do ješivy. Tam pokračoval ve studiu starohebrejštiny a dostal se též k osvícenecké hebrejštině včetně sekulárních spisů. Později se naučil francouzsky, německy a rusky a odjel dále studovat do Daugavpilsu. Díky čtení hebrejských novin ha-Šachar se seznámil se sionismem a dospěl k závěru, že oživení hebrejštiny v Zemi izraelské by mohlo sjednotit všechny Židy na celém světě.
Ben Jehuda byl dvakrát ženatý se dvěma sestrami. Jeho první manželka Dvora (rozená Jonasová) zemřela v roce 1891 na tuberkulózu a zanechala mu pět malých dětí. Jen krátce po manželčině smrti zemřely tři z jejich dětí, v krátké době deseti dnů, na záškrt. O šest měsíců později se oženil s Dvořinou mladší sestrou Paulou Beilou, která přijala židovské jméno „Chemda.“ Poslední přání jeho manželky Dvory bylo, aby si Paulu vzal.

## Studia v Paříži
Po dokončení studií odešel do Paříže studovat na Sorboně. Mezi jeho předměty byla i historie a politika Blízkého východu, avšak předmět, který jej nejvíce ovlivnil, byla hebrejština, konkrétně hebrejština pro pokročilé vyučovaná v hebrejštině. Bylo to použití hebrejštiny v mluvené formě, které jej plně utvrdilo v přesvědčení, že by hebrejština jako národní jazyk byla praktická. V Paříži strávil čtyři roky.

## Přestěhování do Jeruzaléma

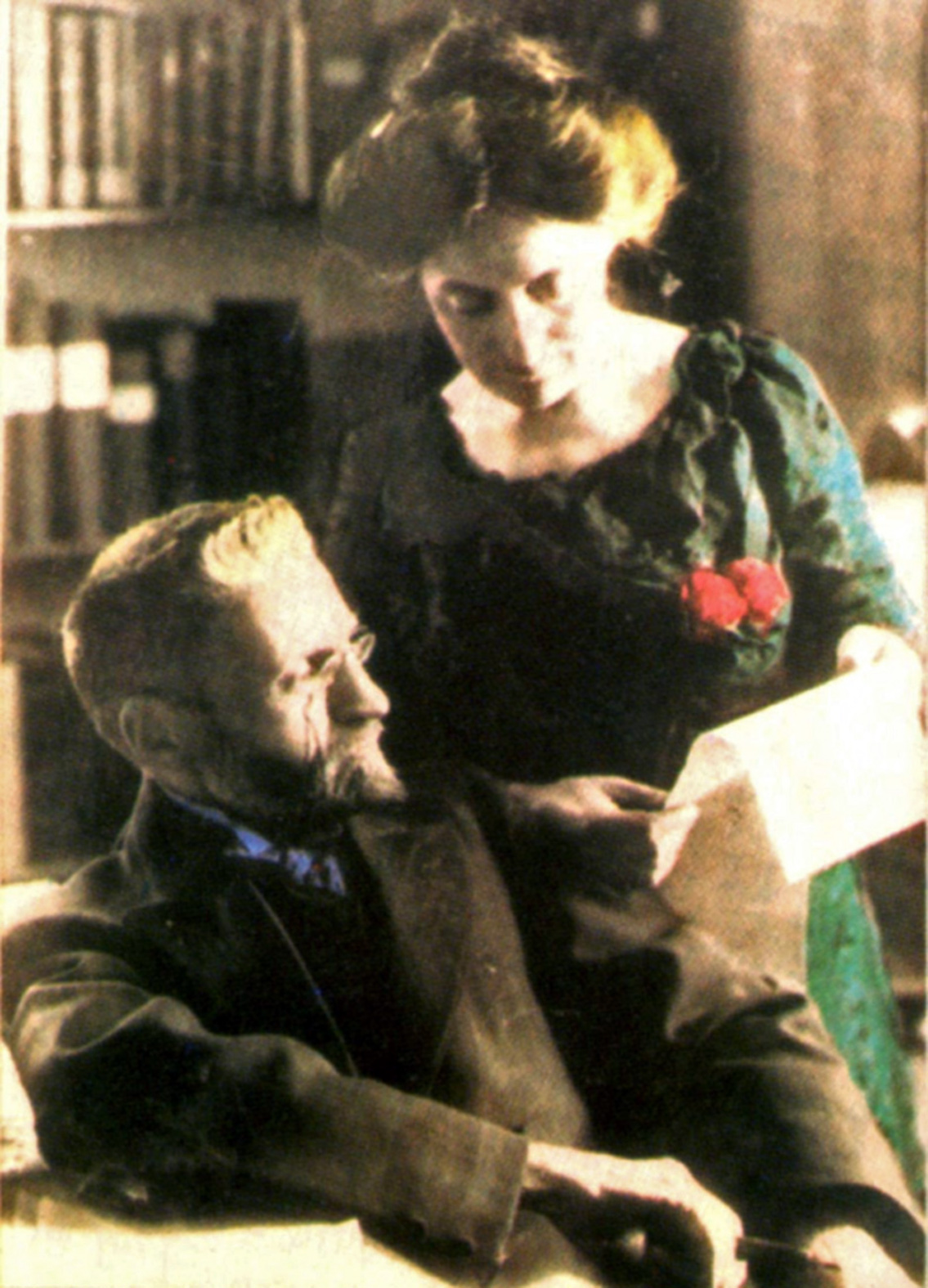
Eli'ezer Ben Jehuda s manželkou Chemdou, 1912

| „                                           | Před Ben Jehudou Židé mohli mluvit hebrejsky; po něm mluvili. | “ |
| — Cecil Roth, Byla hebrejština mrtvý jazyk? |                                                               |   |

V roce 1881 Ben Jehuda vycestoval do Palestiny, která byla tehdy provincií Osmanské říše. Nalezl si zde práci jako učitel na škole Alliance israélite universelle. Motivován okolními ideály obnovy a odmítnutí života v diaspoře si Ben Jehuda dal za cíl vytvořit nový jazyk, který by nahradil jidiš a další regionální dialekty jako prostředek každodenní komunikace mezi Židy, kteří podnikli aliju z různých částí světa.
Svého syna Ben Ciona Ben Jehudu (osobní jméno znamená „syn Sijónu“) vychoval zcela v hebrejštině. Odmítl, aby byl jeho syn během dětství vystaven jiným jazykům. Říká se, že jednou pokáral svou ženu, když ji přistihl, jak synovi zpívá ruskou ukolébavku. Jeho syn byl první rodilý mluvčí moderní hebrejštiny a jeho autobiografie, kterou sepsal pod svým pozdějším jménem Itamar Ben Avi (איתמר בן אב"י, „Itamar, syn Aviho,“ Avi je zkratka, vytvořená třemi počátečními písmeny jména Eli'ezer Ben Jehuda, ale také znamená „můj otec“) je dodnes v Izraeli čtená.

## Novinářská dráha
Ben Jehuda byl redaktorem několika hebrejsky psaných novin: ha-Chavacelet, ha-Cvi, Haškafa a ha-Or (tak byl přejmenován list ha-Cvi). Vydávání novin ha-Cvi bylo na rok přerušeno kvůli protestům jeruzalémské ultraortodoxní komunity, která se ostře ohrazovala proti použití hebrejštiny, svatého jazyka, pro každodenní konverzace. V roce 1908 se z ha-Cvi stal první hebrejský deník na území Palestiny. Po válce se Ben Jehuda angažoval okolo vzniku deníků Ha'arec a Do'ar ha-jom.

## Lexikografie

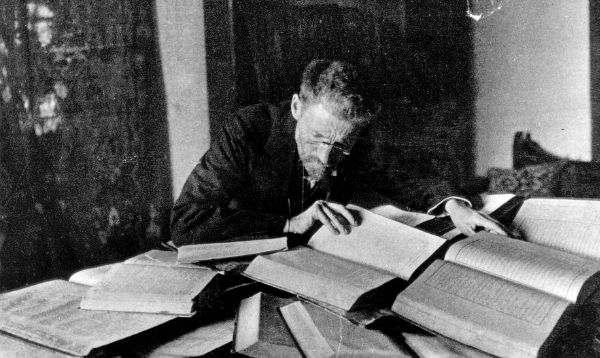
Eli'ezer Ben Jehuda při práci

Ben Jehuda byl hnacím motorem založení Výboru pro hebrejský jazyk, později Akademie hebrejského jazyka, která existuje dodnes. Byl autorem prvního slovníku moderní hebrejštiny a stal se známým jako „obroditel“ hebrejštiny i přes opozici vůči některým slovům, které zavedl. Mnoho z těchto slov se stalo nedílnou součástí hebrejštiny, ale jiná, přibližně 2000 slov, se neuchytila. Například místo jeho označení pro rajče badura používají mluvčí hebrejštiny slovo agvania.

## Smrt
Ben Jehuda zemřel v prosinci 1922 ve věku šedesáti čtyř let na tuberkulózu, kterou trpěl po celý svůj život. Byl pohřben na Olivové hoře v Jeruzalémě a jeho pohřbu se zúčastnilo na 30 tisíc lidí. Na jeho počest nese jeho jméno hlavní ulice v Jeruzalémě – Ben Jehudova ulice.